# Газовий поклад
Газовий поклад (рос. газовая залежь, англ. gas accumulation, gas deposit, нім. Gaslager n) — природне скупчення природного газу в пастці, утвореній пластом-колектором і бар'єром з непроникних порід.
Г.п. приурочений до пористих, тріщинуватих, кавернозних гірських порід (пісковиків, алевролітів, вапняків та ін.).

## Класифікація
Г.п. класифікують за:
- складом газу,
- режимом розробки,
- умовами залягання.

За останньою ознакою Г.п. поділяються на:
- пластові,
- склепінчасті,
- екрановані (літологічно, стратиграфічно, тектонічно);
- масивні та
- літологічно обмежені.

Найбільш поширені пластові і масивні поклади.

### За складом вуглеводнів
- газові — відсутні важкі вуглеводні (метан — 95–98 %, відносна густина ∆ ≈ 0,56; при зниженні температури виділення рідких вуглеводнів не відбувається).
- газонафтові — сухий газ + рідкий газ (пропан-бутанова суміш) + газовий бензин С5+ (метан — 35–40 %, етан — 20 %, рідкий газ — 26–30 %, газовий бензин — 5 %, не вуглеводні — 8–13 %, відносна густина ∆ ≈ 1,1).
- газоконденсатні — сухий газ + конденсат (бензинова, гасова, лігроїнова й, іноді, масляна фракції) (метан — 75–90 %, етан — 5–9 %, рідкий газ — 2–5 %, газовий бензин — 2–6 %, не вуглеводні — 1–6 %, відносна густина ∆ ≈ 0,7–0,9).
- газогідратні — газ у твердому стані.

## Пластовий газовий поклад

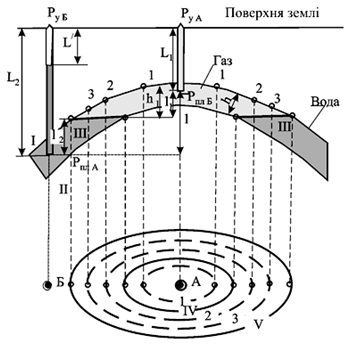
мал. 1. Схема пластово-склепінчастого покладу з контурною водоюІ — покрівля пласта; II — підошва пласта; III — ГВК; h — товщина пласта; h1 — поверх газоносності; IV — внутрішній контур газоносності; V — зовнішній контур газоносності; 1, 2, 3 — ізогіпси;
А — газова свердловина глибиною L1; Б — водяна свердловина глибиною L2; l1— відстань від вибою свердловини А до газоводяного контакту; l2 — відстань від вибою свердловини Б до ГВК; l — відстань по вертикалі між вибоями свердловин А і Б; L^' — висота від гирла до рівня рідини в свердловині

Основною формою пластового покладу є склепінчаста (рис. 1), найвищу точку якої називають вершиною, бічні (стосовно довгої осі) сторони її — крилами, а центральну частину — склепінням.
Покрівлею газоносного пласта називають верхню межу газоносного пласта з вище залеглими непроникними породами. Нижню межу газоносного пласта з нижче лежачими непроникними породами називають підошвою газоносного пласта. Найкоротша відстань між покрівлею і підошвою пласта називається його потужністю. Якщо газовий поклад по всій площі підстеляється водою, газонасичена потужність пласта визначається як відстань від покрівлі до поверхні газоводяного контакту (ГВК). Пластові поклади як правило обмежуються крайовою пластовою водою. Якщо газовий поклад за газонасиченою потужністю менший за потужність самого пласта, то він обмежується підошовною водою.

## Характеристики
Основними параметрами газового покладу є:
- відмітка газоводяного контакту (ГВК), тобто відстань по вертикалі від рівня океану до контакту газ-вода;
- поверх газоносності, який визначається відстанню по вертикалі від найвищої точки газового покладу до ГВК;
- внутрішній контур газоносності, який є лінією перетину ГВК з підошвою газоносного пласта;
- зовнішній контур газоносності, що є лінією перетину ГВК з покрівлею продуктивного пласта.

Крім загальної газонасиченої виділяють ефективну газонасичену товщину (потужність), яка визначається виключенням з першої непродуктивних прошарків (наприклад, глинистих). Виділення ефективної потужності здійснюється зазвичай за даними аналізу каротажного матеріалу і кернів. На початку ХХІ ст. для виділення ефективних потужностей й інтервалів пласта, що експлуатуються, в свердловині успішно використовуються дебітометрія, термометрія і шумометрія.
Розміри Г.п. — від десятків тисяч м3 до трлн. м3 газу. Сукупність покладів, прилучених до загальної ділянки земної поверхні та підпорядкованих єдиній тектонічній структурі, утворює газове родовище.